# BBC Radio One Live in Concert (альбом)
BBC Radio One Live in Concert — выпущенная в 1992 году, запись концерта ирландской рок-группы Thin Lizzy 1983 года. Запись представляет собой шоу на фестивале Рединг в 1983 году, которое было завершающим в ходе прощального турне группы, и планировалось стать последним концертом группы. Хотя группа официально распалась в 1984 году, участники Thin Lizzy сыграли несколько концертов после этой записи, в том числе на фестивале Monsters of Rock в Западной Германии.

## Список композиций
| №                   | Название                                                            | Автор(ы)                                                 | Длительность |
| ------------------- | ------------------------------------------------------------------- | -------------------------------------------------------- | ------------ |
| 1.                  | «Jailbreak»                                                         | Фил Лайнотт                                              | 4:53         |
| 2.                  | «Thunder and Lightning»                                             | Брайан Дауни, Фил Лайнотт                                | 5:00         |
| 3.                  | «Waiting for an Alibi»                                              | Фил Лайнотт                                              | 3:29         |
| 4.                  | «Are You Ready»                                                     | Брайан Дауни, Скотт Горэм, Фил Лайнотт, Брайан Робертсон | 2:57         |
| 5.                  | «Baby Please Don’t Go»                                              | Фил Лайнотт                                              | 5:04         |
| 6.                  | «A Night in the Life of a Blues Singer»                             | Фил Лайнотт                                              | 6:58         |
| 7.                  | «The Holy War»                                                      | Фил Лайнотт                                              | 5:06         |
| 8.                  | «The Sun Goes Down»                                                 | Фил Лайнотт, Даррен Уортон                               | 5:56         |
| 9.                  | «Emerald»                                                           | Скотт Горэм, Брайан Дауни, Брайан Робертсон, Фил Лайнотт | 4:11         |
| 10.                 | «Cowboy Song»                                                       | Брайан Дауни, Фил Лайнотт                                | 6:09         |
| 11.                 | «The Boys Are Back in Town»                                         | Фил Лайнотт                                              | 4:44         |
| 12.                 | «Suicide»                                                           | Фил Лайнотт                                              | 5:05         |
| 13.                 | «Rosalie Medley: Rosalie/Dancing in the Moonlight/The Cowgirl Song» | Боб Сигер, Фил Лайнотт / Фил Лайнотт, Брайан Дауни       | 8:10         |
| 14.                 | «Still in Love with You»                                            | Фил Лайнотт                                              | 9:10         |
| Общая длительность: | Общая длительность:                                                 | Общая длительность:                                      | 76:47        |

## Участники записи
- Филип Лайнотт — вокал, бас-гитара
- Скотт Горэм — гитара, бэк-вокал
- Джон Сайкс — гитара
- Даррен Уортон[англ.] — клавишные
- Брайан Дауни — ударные